# Otto Nordenskiöld
Erik Otto Edvard Nordenskiöld, född 25 juli 1914 i Finland, död den 10 november 1986 i Lidingö församling, var en svensk fackföreningsman och radiochef.

## Biografi
Nordenskiöld var under flera år verksam inom den fackliga tjänstemannaorganisationen, från början i Daco som sedermera blev TCO där han var förste sekreterare. Han efterträdde Valter Åman som direktör 1960–67 och även Harald Adamsson som ordförande 1961–70 och innehade därmed båda de ledande posterna. Under Nordenskiölds ledning konsoliderades organisationen och de sår som tidigare uppstått vid TCO:s schism med SIF fick läkas.
Han var VD i Sveriges Radio AB 1970–1978. Han var emot uppdelningen av Sveriges Radio 1978 och begärde därför självmant avsked. Han var även ordförande i Folk och Försvar 1967–1970.
Nordenskiöld är gravsatt på Norra begravningsplatsen i Stockholm.